# Periclina tomisa
Periclina tomisa là một loài bướm đêm trong họ Geometridae.